# Indigofera frondosa
Indigofera frondosa är en ärtväxtart som beskrevs av Nicholas Edward Brown. Indigofera frondosa ingår i släktet indigosläktet, och familjen ärtväxter. Inga underarter finns listade i Catalogue of Life.